# Emmanuel Niyonkuru
Emmanuel Niyonkuru (Rutegama, 20 luglio 1962 – Bujumbura, 1º  gennaio 2017) è stato un politico burundese.
Fu Ministro dell'acqua, dell'ambiente, della pianificazione territoriale e dello sviluppo urbano del Burundi dal 24 agosto 2015 al 1º gennaio 2017, quando fu assassinato da una donna con un colpo di pistola nella capitale Bujumbura. Fu anche senatore del Burundi per il distretto di Muramvya e lavorò per un lungo periodo nel settore bancario.